# Brachiosauridae
A Brachiosauridae hüllőmedencéjű óriás dinoszauruszok családja volt a jura és a kréta időszakokban, a család tagjai a brachiosauridák. Nevük görögül „karos gyíkot” jelent. Négylábú növényevők voltak, első lábaik hosszabbak voltak a hátsóknál, hosszú nyakuk 45 fokos szögben emelkedett a magasba.
Vitatott, hogy külön családot alkottak-e, vagy inkább a Titanosauriformes csoport bazális képviselőinek kell tekinteni őket. Ezzel együtt az is vitatott, pontosan mely csoportok tartoznak a brachiosauridák közé.
Kifejlett példányaik testtömege 20 és 90 tonna között lehetett. Hosszú és meredeken emelkedő nyakuk lehetővé tette számukra, hogy a fakoronák felső szintjeinek leveleit fogyasszák, amelyeket más sauropodák nem érhettek el. Hosszú, kanál alakú fogaik segítségével durvább növényi táplálékot is megőrölhettek, mint sok más sauropoda (mint például a Diplodocus). Egyes paleontológusok szerint képesek lehettek akár hátsó lábaikra is állni és ezzel még magasabbra felérhettek, mások szerint azonban viszonylag rövid farkuk és hátsó lábaik miatt ehhez túlságosan elöl volt a súlypontjuk.
A brachiosauridák legalább a kréta utolsó előtti korszakáig, a campaniai korszakig (83-71 millió évvel ezelőtt) éltek, ebből az időből származó farokcsigolyáikat Mexikóban találták meg. Nem csak a mai amerikai kontinensen éltek, első fosszíliáikat a 20. század elején Afrikában találták meg és azóta kiderült, hogy Európában és Észak-Amerikában is elterjedtek voltak. Ázsiából sokáig nem került elő brachiosaurida lelet, 2001-ben azonban találtak néhány fogat.
A világ legnagyobb csontváza egy brachiosaurida: a berlini Humboldt Múzeum Brachiosaurusa.